# Statul Independent al Croației
Statul Independent al Croației (în croată Nezavisna Država Hrvatska, chirilic: Независна Држава Хрватска, NDH; în germană Unabhängiger Staat Kroatien; în italiană Stato Indipendente di Croazia) a fost un stat marionetă fascist în Europa. A fost format în aprilie 1941 după ocuparea Regatului Iugoslaviei de către puterile Axei odată cu împărțirea acestui stat între Germania Nazistă și Italia Fascistă. Din punct de vedere geografic cuprindea marea majoritate a teritoriului actual al Croației cu excepția unor porțiuni din litoralul dinaric care au fost alipite Italiei. De asemenea conținea și întreg teritoriul actual al Bosniei și Herțegovinei precum și câteva teritorii din actuala Slovenie și Serbia.
A fost un stat fascist condus de organizația Ustaša, formată în 1929 cu ajutorul Italiei. Scopul acesteia era de a crea un stat omogen din punct de vedere etnic prin eliminarea, deportarea și asimilarea populației sârbe. Mișcările de extremă dreapta croate din perioada Războiului de Independență a Croației s-au inspirat din moștenirea acestui stat contribuind la sporirea tensiunilor interetnice din regiune. Faptul că statul actual Croația recunoaște în constituția sa Statul Independent al Croației ca predecesor istoric este actualmente un motiv de dezbatere. În 1941 avea un teritoriu de 115.133 km2.

## Zonele de influență
De la înființarea sa până în anul 1943 Croația a fost împărțită într-un condominiu de către Germania și Italia, cele două părți fiind considerate ca fiind zonele de influență sau de ocupație germană și italiană. In urma capitularii Italiei, Germania își extinde controlul asupra întregului teritoriu iar Croației îi este permis să capete o parte dintre regiunile iugoslave anexate de Italia în 1941.